# Барнхауз

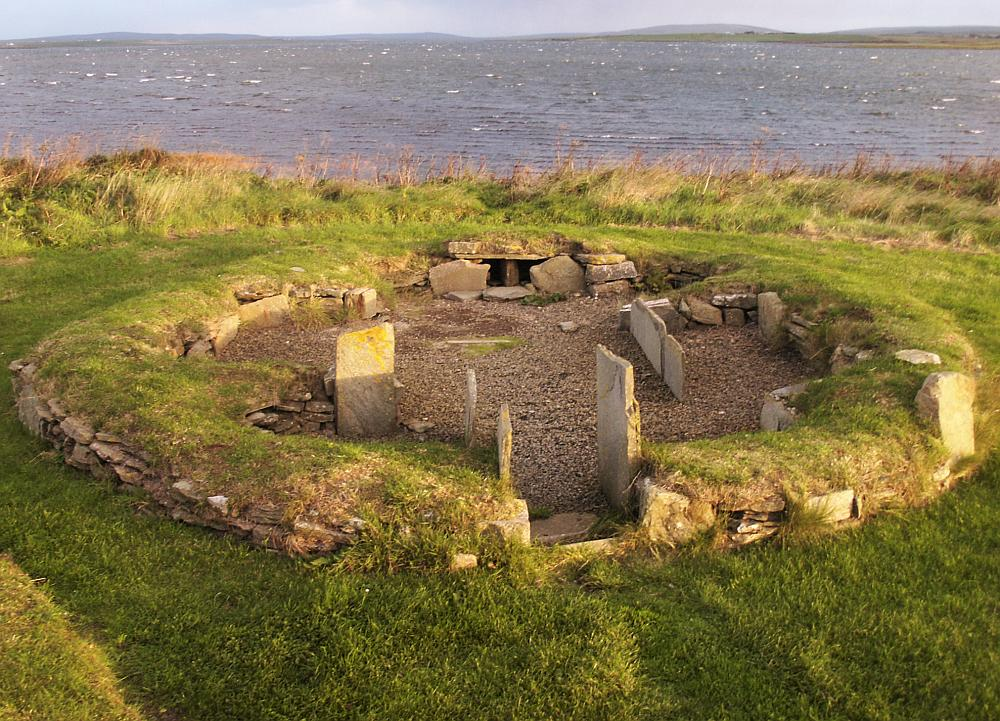
«Дім 3» поселения Барнхауз

Барнхауз (англ. Barnhouse) — відкрите у 1984 році поселення епохи Неоліту на березі озера Харрей (Loch of Harray) на острові Мейнленд Оркнейських островів, розташоване неподалік від Мегалітов Стеннеса. Тут знайдені фундаменти як мінімум 15 будинків. Ці будівлі нагадують за конструктивними особливостями будівлі селища Скара-Брей — у них також є пічі в центрі, ліжка біля стін і кам'яні шафи для приладдя, проте вони відрізняються тим, що будинки стоять окремо один від одного, а не групами. Тут же виявлена жолобкова кераміка, подібна тій, що була знайдена біля Мегалітов Стеннеса і в Скара-Брей, а також вироби з кременя та інших каменів і одне знаряддя з обсидіану — ймовірно з острова Арран.
У найбільшій з будівель було квадратне приміщення, довжина сторони якого становила 7 м, і стіни завтовшки близько 3 м. Вхід в будівлю був направлений на північний захід, таким чином, в середині літа крізь нього світило сонце, що нагадує конструкцію деяких камерних каїрнів.